# Gesundheitssystem von Thailand
Das Gesundheitswesen in Thailand hat eine jahrhundertealte Tradition und teilt sich heute in den öffentlichen Gesundheitssektor, der von der Schulmedizin beherrscht wird, und in den privaten Bereich, in dem vor allem die traditionelle thailändische Medizin gepflegt wird, z. B. die thailändische Massage. Durch seine Lage in den Tropen und Subtropen herrschen in Thailand spezielle Bedingungen, was Krankheiten und deren Vorsorge angeht.
Infolge der Reformen, die seit Beginn des 21. Jahrhunderts greifen, hat heute fast jeder thailändische Staatsbürger einen Anspruch auf gesundheitliche Versorgung, die zu 65 % vom Staat finanziert wird. Der Stand der medizinischen Versorgung ist durchgehend so gut, dass sogar ein Gesundheitstourismus entstanden ist, bei dem die Reisenden überwiegend oder ganz aus medizinischen Gründen nach Thailand kommen. Dies hat auch mit den zu westlichen Ländern deutlich geringeren Kosten für die medizinische Versorgung in Thailand zu tun.
Die durchschnittliche Lebenserwartung eines Thailänders liegt bei 70,77 Jahren, die einer Thailänderin bei 75,55 Jahren (2009 geschätzt).
Probleme des Gesundheitssystems bestehen darin, dass die meisten Ärzte an Krankenhäusern und nicht in Privatpraxen arbeiten – häufig auch an mehreren gleichzeitig, so dass sie an einem Haus nicht ständig zur Verfügung stehen. Ungewohnt für westliche Patienten ist es auch, dass die stationäre Pflege weitgehend den Angehörigen des Patienten überlassen wird, von denen auch erwartet wird, dass sie beim Patienten übernachten. Das Krankenpflegepersonal beschränkt sich weitgehend auf das Verteilen des Essens und der Medikamente sowie Routinearbeiten, wie Fiebermessen.

## Gesundheitssystem
Das thailändische Gesundheitssystem wird vom thailändischen Gesundheitsministerium (Ministry of Public Health, MOPH) gesteuert. Hierzu gehören ein Staatssekretär sowie drei Abteilungen (task clusters). Das Ministerium bestimmt die Gesundheitspolitik, steuert die einschlägige Forschung und übernimmt auch die Verwaltung des Gesundheitssystems des Landes, z. B. bei Akkreditierung von Krankenhäusern. Daneben gibt es zahlreiche regionale Behörden, die im Zuge der Dezentralisierung der thailändischen Verwaltung zu Beginn des 21. Jahrhunderts geschaffen wurden und die vom Staatssekretär geleitet werden.

### Gesundheitspolitik
Die Tendenz in der Gesundheitspolitik Thailands seit Beginn des 21. Jahrhunderts geht in Richtung der Einführung einer ergebnisorientierten Verwaltung (Management by objectives), die auch die angestrebte verstärkte Dezentralisierung ermöglichen soll.
Seit 1961 stellen die Regierungen nationale Entwicklungspläne, u. a. für die Gesundheitsversorgung des Landes auf, die anfangs über einen Zeitraum von sechs, später durchgehend über fünf Jahre liefen. Die ersten drei Planungsstufen konzentrierten sich auf die Wirtschaft, sie wurden deshalb „Nationaler Wirtschaftsentwicklungsplan“ genannt. Später, als soziale Faktoren mehr in den Vordergrund rückten, änderte sich deren Name in „Nationaler Plan für die Wirtschafts- und Sozialentwicklung“. Integriert in diese Planungen war der auf die Gesundheitspolitik fokussierte „Gesundheitsentwicklungsplan“ (Health Development Plan). Seit 1961 gibt es insgesamt neun Planungsstufen, von denen hier nur die die Gesundheit behandelnden Aspekte aufgeführt werden:

### 1. Erster Gesundheitsentwicklungsplan (1961–1966)
Ziele: Erweiterung der Infrastruktur des Gesundheitswesens, z. B. durch Errichtung regionaler Krankenhäuser und Gesundheitszentren für die medizinische Grundversorgung
Ergebnisse: Es wurden eine Reihe neuer Krankenhäuser, vor allem auf der Ebene der Provinzen errichtet; bei der Gesundheitsförderung und der Prävention wurden die Ziele erreicht, doch blieb das Problem zu weniger Stellen für medizinisches und Krankenpflegepersonal.

### 2. Zweiter Gesundheitsentwicklungsplan (1967–1971)
Ziele: Beschleunigung der Ausbildung des medizinischen und Krankenpflegepersonals; Verbesserung der medizinischen Versorgung in ländlichen Gebieten; Verpflichtung für neue Absolventen zum Dienst in ländlichen Gegenden (seit 1965)
Ergebnisse: Die Erfolge waren ähnlich wie im Verlauf der ersten Planungsphase; die Zahl der Absolventen bei Ärzten und Krankenpflegepersonal war geringer als geplant; die Impfschutzkampagnen waren erfolgreicher als während der ersten Phase; insgesamt stieg die Abdeckung der Landkreise (Amphoe) mit eigener medizinischer Versorgung von 42,3 % auf 54,9 %.

### 3. Dritter Gesundheitsentwicklungsplan (1972–1976)
Der Mitte der 1970er Jahre gestaltete Gesundheitsentwicklungsplan orientierte sich an der Gesundheit von Müttern und Kindern, der Familienplanung, der Begrenzung von Infektionskrankheiten sowie an der Verbesserung und Ausweitung von Heilbehandlungen. Es wurden Pilotprojekte zur Entwicklung von umweltgebundener Gesundheit vorbereitet, wobei die lokalen Gemeinschaften einbezogen werden sollten; 1975 wurden erstmals freie medizinische Leistungen für die arme Bevölkerung angeboten.
Ergebnisse: Das Bevölkerungswachstum fiel von 31,5 (1971) auf 26,1 (1976) pro 1.000 Einwohner und die Sterblichkeitsrate sank gleichzeitig von 11,6 (2. Plan) auf 10,9 (3. Plan). Die Zielvorgaben für die Bereitstellung von medizinischem Personal konnten wieder nicht erreicht werden. 1972 begannen die Verpflichtungsmeldungen von Ärzten für ländliche Gegenden, so dass eine signifikante Anzahl neuer Ärzte in diesem Bereich tätig wurde. Die Dienstleistungen im Gesundheitssektor nahmen zu, doch nicht in dem Maße wie geplant, zumindest was die Anzahl der Krankenhausbetten und damit zusammenhängender Dienstleistungen anging. Über alle Amphoe gesehen hatten 70 % ein erstklassiges Gesundheitszentrum und 68,5 % aller Tambon hatten ein Gesundheitszentrum zweiter Klasse.

### 4. Vierter Gesundheitsentwicklungsplan (1977–1981)
Ziele: Minderung von Problemen im Gesundheitssystem; Bereitstellung von ärztlichen Dienstleistungen für alle Bevölkerungsgruppen; 1979 wurde das Ziel „Gesundheit für alle“ bis zum Jahr 2000 ausgerufen, das mit der medizinischen Grundversorgung erreicht werden sollte.
Ergebnisse: Pest und Pocken waren keine Probleme mehr; die Situation der ländlichen Bevölkerung war immer noch unzureichend wegen unhygienischer Bedingungen, der mangelnden Versorgung mit sauberem Wasser und ungesundem Verhalten. Die medizinischen und Gesundheitszentren wurden nun durch Krankenhäuser auf Amphoe-Ebene ersetzt. 1978 wurden die wichtigsten Schutzimpfungsprogramme in die Wege geleitet. Die Ausbildung von dörflichen Gesundheitsverantwortlichen und -freiwilligen begann 1977.

### 5. Fünfter Gesundheitsentwicklungsplan (1982–1986)
Ziele: Das Schwergewicht lag auf der Errichtung von Kreiskrankenhäusern in allen Amphoe des Landes; alle Hebammenstationen sollten zu Gesundheitszentren ausgebaut werden; Beginn der Durchführung von Bestandsaufnahmen zu den notwendigen medizinischen Maßnahmen (Basic Minimum Needs)
Ergebnisse: In 85,2 % der Amphoe wurden Kreiskrankenhäuser eingerichtet oder renoviert; die Abdeckung mit Gesundheitszentren betrug 97,9 % aller Tambon; die Ziele der Heranbildung von Personal wurden größtenteils erreicht: für medizinisches Personal zu 93,6 % und für Krankenpflegepersonal zu 93,8 %; bei der Etablierung von dörflichen Medikamentenstellen konnte man sogar mehr als doppelt so viel erreichen wie geplant.

### 6. Sechster Gesundheitsentwicklungsplan (1987–1991)
Ziele: Ausweitung der Gesundheitseinrichtungen in allen Zielbereichen; Betonung auf der Beteiligung der Öffentlichkeit in der Gesundheitsentwicklung sowie Maßnahmen gegen HIV/AIDS; Aufbau eines Krankenversicherungssystems
Ergebnisse: Die Gesamtlebenserwartung stieg im Zeitraum von 62,8 (für Männer) und 64,8 Jahre (für Frauen) auf ...; sowohl die Sterblichkeit von Müttern im Kindbett als auch die Säuglingssterblichkeit sank; Gesundheitseinrichtungen werden bis auf Tambon-Ebene überall angeboten; die Bedeutung von Gesundheitsrisiken wie AIDS, Verunfallung, Herzkrankheiten, Krebs und geistige Gesundheit wurden als neu entstehende Gefahren erkannt.

### 7. Siebenter Gesundheitsentwicklungsplan (1992–1996)
Ziele: Entwicklung der Gesundheitszentren als Kontaktstelle für die „Gesundheit für alle“-Bewegung; Verbesserung der Qualität der Gesundheitseinrichtungen; Bereitstellung von Gesundheitssicherung für alle Bürger; Verbesserung der Servicequalität und Lösung des Brain-Drain-Problems, bei dem viele Mitarbeiter in den privaten Gesundheitssektor abwanderten.
Ergebnisse: Die Zunahme der Bevölkerung ging 1996 auf 1,3 % zurück; die Gesundheitseinrichtungen wurden in städtischen und in ländlichen Gebieten gleichermaßen von der Zunahme privater Einrichtungen betroffen, in die das vom Staat ausgebildete Personal abwanderte; Krankenversicherungsprogramme waren für etwa 45,5 % der Bevölkerung verfügbar; 80 % der Zielgruppen erhielten die notwendigen Impfschutzstoffe, was zu einer bedeutenden Verringerung damit zusammenhängender Todesfälle führte.

### 8. Achter Gesundheitsentwicklungsplan (1997–2001)
Ziele: Entwicklung des Humanpotentials im Gesundheitswesen, insbesondere beim gesunden Verhalten; Verbesserung der Abdeckung der Krankenversicherung über weitere Bevölkerungsgruppen; Entwicklung der Gesundheitsindustrie
Ergebnisse: Die allgemeine Situation im Gesundheitswesen verbesserte sich, sowohl was die Lebenserwartung als auch was die Krankenversicherungsrate anging; 71 % der Bürger waren krankenversichert; die aufkommenden Krankheiten, wie HIV/Aids, konnten unter Kontrolle gebracht werden; Probleme der Unterversorgung von Müttern und Kindern wurden vermindert.

### 9. Neunter Gesundheitsentwicklungsplan (2002–2006)
Ziele: Entwicklung eines ganzheitlich ausgerichteten Gesundheitssystems für Thailand; Krankenversicherung für alle Bürger; Verbesserung der Qualität der Gesundheitsdienste
Ergebnisse: Die Gesundheitszentren dienen als Orte der medizinischen Grundversorgung; etwa 6.000 solcher Gesundheitszentren sind landesweit im Einsatz; im Jahr 2004 waren 94,3 % der Bevölkerung von der Gesundheitsversorgung erfasst; Netzwerke der Volksmedizin wurden errichtet mit einer gesicherten Qualität der angewendeten Pflanzenstoffe.

### Gesundheitsvorsorge in Thailand
Impfungen der Bevölkerung
Seit 1977 lässt das Gesundheitsministerium Impfungen durchführen. Diese wurden mit der Zeit an wechselnde immunologische Bedingungen angepasst. Dabei wurden große Fortschritte erzielt. 95 % der unter Einjährigen erhalten Impfschutz gegen
- BCG,
- Diphtherie, Keuchhusten, Kinderlähmung und Tetanus (den DTP-Impfstoff in drei Dosen)
- Hepatitis B

Dies führte allein im Zeitraum von 1999 bis 2004 zu einer beträchtlichen Senkung derjenigen Krankheiten, die mittels Impfung verhindert werden können, und Kinderlähmung tritt seit 1997 überhaupt nicht mehr auf. Die jeweiligen Zielgruppen der Impfungen, meist Kleinkinder, werden regional überwacht und deren Eltern gegebenenfalls zu den Impfungen aufgefordert, um eine möglichst hohe Impfquote zu gewährleisten. Obwohl die Impfquote mit 95 % recht hoch ist, gibt es Probleme bei abseits siedelnden Gruppen, wie den Bergvölkern und der armen ländlichen Bevölkerung, bei denen die Impfquote sehr gering ist. Auch unter den zahlreichen Zuwanderern, die oft nicht registriert sind, gibt es viele Kinder, die nicht ausreichend versorgt werden können.
Impfungen werden sowohl in den öffentlichen oder privaten Krankenhäusern als auch in mobilen Impfstationen durchgeführt, um auch die abseits siedelnden Personengruppen im Land zu erreichen.
Aufklärung und Prävention
Aufklärung findet auf vielen verschiedenen Ebenen statt, sowohl landesweit als auch regional und lokal. Ein Schwerpunkt ist die Förderung der Impfbereitschaft durch Informationen zur Verhinderung von Krankheiten und zu den Vorteilen von Schutzimpfungen.
Das Gesundheitsministerium setzt bei der Prävention vor allem auf die Eigenverantwortlichkeit der Bevölkerung. Dazu werden die Massenmedien durch Sendungen und Werbespots genutzt, um grundlegendes Wissen zur Hygiene sowie zur Erkennung und Prävention von Krankheiten zu verbreiten. Dies geschieht insbesondere bei ansteckenden, zunehmend aber auch für andere Krankheiten, wie Gebärmutterhalskrebs, für den die Zielgruppe (Frauen im Alter zwischen 35 und 45 Jahren) auf die Notwendigkeit der Voruntersuchung in den Krankenhäusern hingewiesen wird und für den auch das dortige Personal einschlägig geschult ist.
Durch vielerlei Maßnahmen konnte nicht nur die AIDS-Rate seit 1999 kontinuierlich gesenkt werden, sondern auch Elephantiasis, Lepra und Tuberkulose. Auch das Auftreten der in Thailand typischen Volkskrankheiten, chronische Diarrhoe und Atemwegserkrankungen, ist rückläufig.
Zahlreiche Unfalltote sind auf den Alkoholkonsum zurückzuführen. Deshalb unternimmt das Gesundheitsministerium große Anstrengungen, um auf die Gefahren des Alkohols im Straßenverkehr hinzuweisen und die Bevölkerung zu mehr Verantwortlichkeit anzuhalten. Daneben wurde auch das thailändische System für die Rettung von Unfallopfern (Emergency Medical Service, EMS) verbessert und entsprechende Einrichtungen in den regionalen Krankenhäusern geschaffen oder verbessert.

## Krankenversicherung
Das Gesundheitsministerium unternahm seit dem Ende des 20. Jahrhunderts Anstrengungen, die öffentliche Krankenversicherung zu stärken. Eines der zielführenden Programme war das so genannte „30-Baht-Versicherungsprogramm“, das im April 2001 begonnen wurde. Es wurde zunächst als Pilotversuch in sechs Provinzen in Zusammenarbeit mit Gesundheitseinrichtungen der Regierung gestartet, das von 1,3 Millionen Menschen genutzt werden konnte. Im Oktober desselben Jahres wurde es ausgeweitet auf alle Provinzen des Landes und einige Bezirke von Bangkok unter Beteiligung von 1.017 öffentlichen und 103 privaten Einrichtungen. Damit wurden 38,8 Millionen Bürger erfasst, also mehr als 60 % der Thailänder. Im April 2002 wurde in allen Bezirken und Landkreisen des Landes die 30-Baht-Regelung eingeführt, so dass 45 Millionen Bürger krankenversichert waren.

## Verwaltung
Federführend für die Verwaltung des thailändischen Gesundheitssystems ist das Gesundheitsministerium in Bangkok.

## Statistiken
Die Bevölkerung wächst dank der umfangreichen Maßnahmen seit den 1980er Jahren nur noch mit 0,626 % (2009 geschätzt). Die Geburtenrate liegt bei 13,88 Geburten / 1.000 Einwohnern (2009 geschätzt), die Sterberate bei 7,12/1.000 Einwohnern (2009 geschätzt).
Die Säuglingssterblichkeit beträgt 17,48 pro 1.000 Lebendgeburten (Platz 114 weltweit). Die Fruchtbarkeitsrate liegt bei 1,65 Nachkommen pro Frau (2009 geschätzt). Insgesamt leben etwa 610.000 Thailänder mit AIDS, das sind 1,4 % der Einwohner (2007 geschätzt).

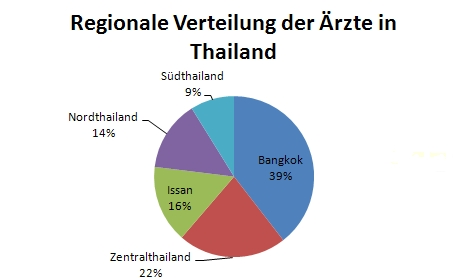
Ärzte nach Region
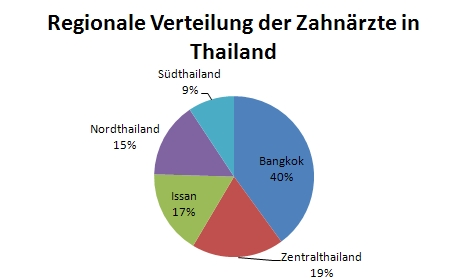
Zahnärzte nach Region
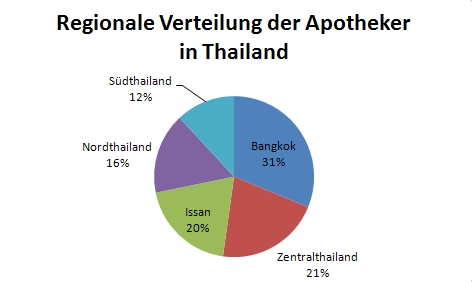
Apotheker nach Region
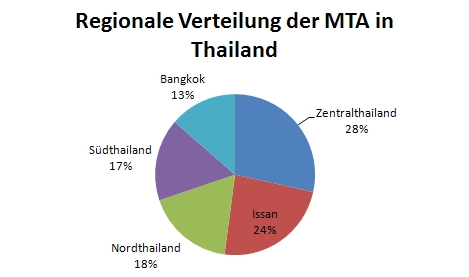
MTA nach Region
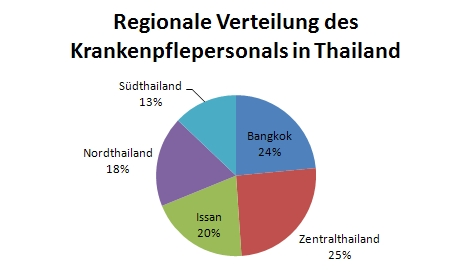
Krankenschwestern nach Region

## Geschichte des thailändischen Gesundheitswesens
Die Geschichte des thailändischen Gesundheitswesens wird meist in Zusammenhang mit der siamesischen Monarchie beschrieben und führt bis auf die Monarchie in Sukhothai zurück.
Zur frühen Geschichte des Gesundheitswesens, siehe Traditionelle thailändische Medizin.

### Wiederbelebung der thailändischen traditionellen Medizin (1782–1851)
Nach dem Zusammenbruch des siamesischen Staatswesens durch die Zerstörung des Reiches Ayutthaya im Jahr 1767, musste nach der Wiedererlangung der Unabhängigkeit der nationale Wiederaufbau geschaffen werden. Dies erfolgte im Wesentlichen unter den ersten drei Königen der heute noch regierenden Chakri-Dynastie: Rama I. (1782–1809), Rama II. (1809–1824) und Rama III. (1824–1851).
König Rama I. ließ das buddhistische Kloster Wat Pho als medizinisches Zentrum Siams einrichten. Dazu schrieb man traditionelle Formeln der thailändischen Medizin an die Wände und hielt zu regelmäßigen körperlichen Übungen und Stretching an. Eine Behörde für Pharmazie wurde gegründet (krom mo rong phra osot), wie es bereits in der Ayutthaya-Zeit bestanden hatte. Die beim Staat angestellten Ärzte hießen Königliche Ärzte (mo luang), die anderen Ärzte nannte man Privatärzte (mo ratsadohn oder mo chaloei sak).
Unter König Rama II. wurden Fachbücher zur traditionellen Medizin des Landes zusammengestellt, indem man Experten und Praktiker ihre Indikationen aufschreiben ließ und sammelte. Jedermann mit einer wirksamen medizinischen Therapie war aufgefordert, sie dem König vorzustellen. Die königliche Ärztebehörde sortierte dann die unwirksamen Rezepte aus und stellte die guten in dem Werk „Königliche Rezepte für die königliche Pharmazie“ (tamra luang samrab rong phra osot) der Öffentlichkeit zur Verfügung. 1816 verkündete der König ein „Gesetz über die königlichen Pharmazeuten“ (panak ngan phra osoth thawai), das diesen erlaubte, im gesamten Land nach Heilpflanzen zu suchen, ohne dass jemand dagegen Einspruch erheben konnte.
König Rama III. ließ den Wat Ratchaorasaram renovieren und im Stile des Wat Pho auf den Säulen und auf Steinplatten wirksame Rezepte aufschreiben, für jedermann zur Kenntnis. Auch Wat Pho erhielt eine Generalüberholung und die Rezepturen wurden erweitert. Außerdem stellte man auf Marmortafeln auf dem Tempelgelände Texte zu den Ursachen verschiedener Krankheiten zusammen und auch, wie sie zu heilen sind. Seltene Heilkräuter wurden hier angebaut, um sie der breiten Masse der Bevölkerung zur Verfügung zu stellen.
Seit etwa 1828 kam Siam auch mit der westlichen Medizin in Berührung. Der berühmte US-amerikanische Arzt Dan Beach Bradley (bis heute Mo Bradley, Dr. Bradley, genannt) kam 1835 als Missionar nach Bangkok und führte die ersten Schutzimpfungen durch, zunächst gegen die verbreiteten Pocken. Der König befahl bereits 1838 seinen Ärzten, diese Technik zu erlernen und in der Bevölkerung anzuwenden. Der US-amerikanische Arzt Dr. Samuel Reynolds House (Mo House) führte 1849 Äther als Mittel für die Anästhesie in Siam ein.

### Einführung der westlichen Schulmedizin (1851–1917)
König Rama IV. öffnete Siam den Einflüssen aus dem Westen und übernahm viele Gerätschaften und Ideen des beginnenden Industriezeitalters. Im Zuge dieser schrittweisen Modernisierung wurde auch das Gesundheitswesen auf einen moderneren Stand gebracht, der von seinen Nachfolgern Rama V. und Rama VI. den jeweiligen Erfordernissen angepasst wurde.
Unter König Rama IV. (Mongkut) bestand die traditionelle thailändische Medizin weiterhin, daneben etablierte sich eine westliche Schulmedizin, die unter anderem auch von medizinisch ausgebildeten Missionaren gefördert wurde. Unter ihnen waren die lange Zeit in Siam lebenden Dr. Bradley, Dr. House und Dr. Lane. Dr House war für seine Tinkturen bekannt, mit denen er Cholera-Patienten behandelte. Die westliche Schulmedizin wurde zunächst in kleinerem Maße in der Obstetrik und in der Geburtsmedizin eingesetzt.
Bis zum Ende des 19. Jahrhunderts gab es in Siam nur temporäre Krankenstationen, die bei Auftreten von Epidemien errichtet und nach deren Abklingen wieder aufgelöst wurden. König Rama V. (Chulalongkorn) ließ 1886 ein Gesundheitsprogramm für die arme Bevölkerung einrichten und gründete dafür das Krankenhausverwaltungskomitee, das einer seiner Brüder leitete. 1888 wurde das erste Krankenhaus in Siam eröffnet, das Sirirat-Krankenhaus; es ist benannt nach Prinz Sirirat Kakuttaphan, der in jungen Jahren an Diphtherie verstorben war. 1889 kam eine Krankenpflegeabteilung hinzu, die dem von Prinz Damrong Rajanubhab geleiteten Bildungsministerium unterstand und sukzessive das Krankenhausverwaltungskomitee ersetzte. Während dieser Zeit wurden zahlreiche wichtige Fortschritte erzielt:
- 1889 Gründung einer medizinischen Fortbildungsstätte am Sirirat-Krankenhaus, deren Curriculum sowohl westliche als auch traditionelle thailändische Medizin umfasste,
- 1895 Veröffentlichung des ersten Lehrbuchs zur medizinischen Fürsorge zu den beiden Richtungen der Medizin in Siam
- 1896 Gründung einer Schule für Hebammen auf dem Gelände des Sirirat-Krankenhauses, die von Königin Sri Patcharintara Boromarachininart gestiftet wurde
- 1905 Initiierung des ersten Programms zur öffentlichen Hygiene in Tambon Tha Chalom, Provinz Samut Songkhram.
- 1907 Zwei Fachbücher zur Medizin und zur Pharmazie aus diesem Jahr gelten als die ersten siamesischen Lehrbücher zur Medizin und Pharmazie

Schließlich wurde noch eine medizinische Abteilung errichtet, die sich um die Vorsorge von Epidemien kümmern und insbesondere die Pockenschutzimpfung außerhalb der Hauptstadt Bangkok steuern sollte.
Auch König Rama VI. (Vajirawudh) initiierte eine Reihe von Verbesserungen des Gesundheitswesens im Land. Bereits ein Jahr nach seiner Thronbesteigung wurde 1911 das Chulalongkorn-Krankenhaus in Bangkok gebaut, teilweise aus Mitteln des Königs selbst und des Thailändischen Roten Kreuz. Im Jahr darauf gründete der König das Pasteur-Institut, das die Vorbeugung und Bekämpfung der Tollwut zur Aufgabe erhielt, sowie das Vajira-Krankenhaus. Seit 1914 wurden viele Apotheken geschaffen, die zunächst dem Innenministerium zugeordnet waren.
1916 schließlich ließ Prinz Rangsit Prayurasakdi, Fürst von Chai Nat, die medizinische Ausbildung reformieren, was dazu führte, dass die traditionelle thailändische Medizin nicht mehr gelehrt wurde, dafür aber mehr klinische Praktika absolviert werden mussten. Es war einfach zu schwierig geworden, professionelle Lehrer für die traditionelle Medizin zu finden.
1917 errichtete König Rama VI. die erste Schule für Truppenärzte. Seit 1918 fasste man die Programme für öffentliche Medizin und Hygiene, die vorher vom Innenministerium und dem Ministerium für öffentliche Aufgaben gelenkt wurden, in einer einzigen Abteilung zusammen, der „Abteilung für öffentliche Gesundheit“. Das Königin-Saovabha-Institut wurde 1920 geschaffen. Das Internationale Rote Kreuz registrierte am 8. April 1920 den thailändischen Verband sowie den thailändischen Roten Halbmond. Ein Gesetz aus dem Jahr 1923 erlaubte es nur noch ausgebildeten Ärzten, medizinische Maßnahmen einzuleiten.

### Einführung moderner medizinischer Versorgung und der Gesundheitsvorsorge (1917–1929)
Der Vater des heutigen Königs von Thailand, Prinz Mahidol von Songkhla, war das erste Mitglied des Königshauses, das sich für die Medizin und das Gesundheitswesen ernsthaft interessierte. Dies lag unter anderem daran, dass er das seinerzeitige System für unzureichend hielt und die Leute vor Krankheiten, insbesondere was die Infektionskrankheiten anbetraf, kaum schützte. Deshalb trat er aus der thailändischen Marine aus und begann ein Medizinstudium an der Harvard-Universität in den USA. Sein Vorhaben war, moderne Technologie zum Aufbau eines wirksamen Gesundheitswesens in Siam zu erwerben und sich das dazu nötige Wissen anzueignen. Er erhielt an der Harvard-Universität ein Diplom in Öffentlicher Gesundheit sowie einen Doktortitel in Medizin.
Aus seinen eigenen Mitteln gründete Prinz Mahidol nach seiner Rückkehr eine medizinische Schule, ein Krankenhaus und Unterkünfte für Krankenschwestern. Auch vergab er Stipendien an siamesische Studenten, die im Ausland Medizin und Krankenpflege studieren wollten. Am Sirirat-Krankenhaus initiierte er erste Forschungsprojekte für den medizinischen Sektor, und er selbst wirkte dort als Lehrer und Ausbilder sowie als Arzt. Das Vajira-Krankenhaus wurde zu einem Entbindungskrankenhaus und Ausbildungszentrum für Krankenpflegerinnen, Hebammen und Ärzte. Wegen seiner Verdienste um die Gesundheit der Menschen in Thailand wird er „Vater der modernen thailändischen Medizin“ genannt. Ihm zu Ehren wurde auch die ehemalige Universität für Medizin in Mahidol-Universität umbenannt.

### Ära des thailändischen Gesundministeriums (seit 1929)
Unter König Rama VII. (reg. 1925–1934) wurde das Zusammenspiel von traditioneller und moderner Medizin weiter geregelt:
- Ärzte der modernen Medizin waren solche, deren ärztliche Kunst den internationalen Fachbüchern zu entnehmen war und die eine geregelte Ausbildung erfolgreich abgeschlossen hatten,
- Traditionelle Heiler waren solche, deren Heilverfahren durch Beobachtung und mündliche Überlieferung oder die alten Fachbücher erworben worden waren, die nicht wissenschaftlich begründet sind.

1926 wurde das Amt für öffentliche Gesundheit reorganisiert und in 13 Abteilungen gegliedert:
1. Verwaltung
2. Finanzaufsicht
3. Berater
4. Veröffentlichungen
5. Gesundheitsschutz in Städten
6. Ingenieurwesen in der Medizin
7. Gesundheit
8. Pharmazie
9. Drogen
10. Krankenhaus für mentale Krankheiten
11. Förderung der Hygiene
12. Städtische Hygieneärzte
13. Vajira-Krankenhaus

Inzwischen fand 1932 die siamesische Revolution statt, die Siam zu einer konstitutionellen Monarchie machte, den Militärs die Staatsgeschäfte anvertraute und dem König keine politischen Rechte mehr einräumte. Während der Regierung von Rama VIII. (1934–1946) ordnete Feldmarschall Phibulsongkram 1942 eine Neuorganisation an und setzte hierzu eine Kommission ein, die so genannte „Komitee für medizinische Umstrukturierung“. Das Komitee empfahl die Bildung eines Gesundheitsministeriums, das „Gesetz zur Neuorganisation der Ministerien und Abteilungen“ (3. Novelle) 1942 ins Leben gerufen wurde und bis heute besteht (Ministry of Public Health, MoPH).
Während der Zeit des Zweiten Weltkriegs, der seit 1942 und besonders 1943 auch Südostasien erfasste, kam es zu Engpässen bei der Versorgung mit Medikamenten. Man suchte deshalb verstärkt nach Ersatzstoffen aus heimischen Pflanzen. Die Produktion pflanzlicher Medikamente wurde auch nach dem Zweiten Weltkrieg weitergeführt.
Der heutige König Rama IX. (Bhumibol Adulyadej) hat zahlreiche Projekte angestoßen und durchgeführt, viele davon auch im Bereich des öffentlichen Gesundheitswesens. Er erhielt für seine unermüdliche Tätigkeit deshalb 1992 die Goldmedaille der World Health Organization „Health for All“. Auch vom Franklin and Eleanor Roosevelt-Institut und dem Weltkomitee für Behinderte (World Committee on Disabilities) erhielt der König eine Goldmedaille als Anerkennung für die Fortschritte bei der Eingliederung von Behinderten in die thailändische Gesellschaft.

#### Gründung der Ananda-Mahidol-Stiftung
Als man sah, dass Fortschritte für das thailändische Wohlfahrts- und Gesundheitssystem auf fortschrittliches technisches Wissen aus dem Ausland angewiesen waren, kam König Rama IX. zu der Überzeugung, dass man mehr Studenten ins Ausland schicken, dort die modernen Erkenntnisse studieren und nach ihrer Rückkehr nach Thailand im Land anwenden sollten. 1955 wurde mit Hilfe des Ananda Mahidol-Fonds ein entsprechendes Pilotprojekt gestartet. Später ordnete der König die Änderung des Namens des Fonds an, und so wurde er am 3. April 1959 in Ananda-Mahidol-Stiftung umbenannt. Der König spendete 20.000 Baht in Erinnerung an seinen verstorbenen Bruder und vergab ein erstes Stipendium für ein Medizinstudium im Ausland im Rahmen der Stiftung.

#### Die Gründung der Rajapracha Samasai-Stiftung
König Rama IX. gab 1954 die Erlaubnis, einen Film über sein Leben im Lichtspielhaus Chaloem Krung zu zeigen, dessen Vorführung die Summe von 444.600 Baht einspielte. Diese Summe wurde für die Errichtung des Ananda Mahidol-Baus am Sirirat-Krankenhaus verwendet, wobei der König weitere mehr als 1,5 Millionen Baht spendete. Die Einweihung fand im Beisein von Rama IX. am 9. Juni 1957 statt.
Nach der Fertigstellung des Baus blieb noch eine Summe von mehr als 175.000 Baht an Spendengeldern übrig. Auf Veranlassung des Gesundheitsministeriums wurde diese Summe für die Errichtung eines Trainings- und Forschungszentrums für Lepra verwendet, das für eine Million Baht am Phra Pradaeng-Krankenhaus geschaffen wurde und dessen Grundstein am 16. Januar 1958 gelegt wurde. Später wurde dieses Zentrum „Rajapracha Samasai-Institut“ genannt. Wieder auf Veranlassung des Königs wurde für die nichtinfizierten Kinder der Leprakranken eine Schule errichtet, die Rajapracha Samsai-Schule. Da Lepra heute in Thailand nicht mehr vorkommt, ging die Schule später als allgemeine Schule an die Abteilung für Grundausbildung im Erziehungsministerium.

#### Gründung der Stiftung für den Prinz-Mahidol-Preis unter der Schirmherrschaft des Königs
Anlässlich des 100. Geburtstags des Vaters des heutigen Königs, Prinz Mahidol von Songkhla, wurde am 1. Januar 1992 die „Stiftung für den Prinz-Mahidol-Preis unter königlicher Schirmherrschaft“ gegründet. Damit sollten die großen Verdienste um die Gesundheit der Menschen im Lande gewürdigt werden. Am 28. Juli 1998 erhielt die Stiftung ihren heutigen Namen.

#### Überwachungsprojekt zum Jodmangel
Das Überwachungsprojekt zum Jodmangel im Land gilt als eines der Schlüsselprojekte im Gesundheitsministerium. Auf Initiative des Königs wurde 1991 in der Amphoe Samoeng, Provinz Chiang Mai, zunächst ein Pilotprojekt durchgeführt. Dabei wurde an die Bevölkerung Jodsalz verteilt, um mit Jodmangel zusammenhängende Krankheiten, wie Kropf und Entwicklungsverzögerungen, zu bekämpfen. Daneben untersuchte man am Chiang Mai Technical College auch, wie Kleinunternehmen Jodsalz günstig herstellen könnten. Das Ergebnis war eine mittelgroße Jodsalzanlage, die heute in ganz Thailand verwendet wird. Das Projekt wird derzeit von Prinzessin Chakri Sirindhorn geleitet.
Neben dem König setzt sich auch Königin Sirikit immer wieder für die Förderung des thailändischen Gesundssystems ein. Sie ist Präsidentin des thailändischen Roten Kreuzes und steht zahlreichen Vereinigungen vor, die für die Verbesserung der Gesundheit arbeiten, so z. B. der Blindenvereinigung, der Stiftung für die geistig Zurückgebliebenen und der Gehörlosen-Stiftung. Wichtig ist auch ihr Einsatz für die Polio-Schutzimpfung, der so erfolgreich war, dass im heutigen Thailand fast keine Fälle mehr auftreten.
Hervorzuheben ist auch der Einsatz von Prinzessin Chulabhorn, die das Chulabhorn-Forschungsinstitut gegründet hat und dort selbst wissenschaftlich für die Verbesserung von Nahrungshygiene, Medikamenten und landwirtschaftlichen Produkte tätig ist. Dafür erhielt sie Einstein-Goldmedaille der UNESCO.